# English Football League Trophy 2021-2022
L'English Football League Trophy 2021-2022, noto anche come Papa John's Trophy 2021-2022 per motivi di sponsorizzazione, è stata la 41ª edizione della English Football League Trophy, a cui prendono parte le squadre della Football League One, della Football League Two e alcune formazioni Under-21 delle squadre militanti in Premier League. Il Rotherham Utd ha conquistato il trofeo per la seconda volta.

## Squadre partecipanti
- Quarantotto club di EFL One e EFL Two.
- Sedici squadre della Category One Academy, ovvero le formazioni Under-21 aderenti al programma di sviluppo giovanile (EPPP) avviato dalla Premier League.
- I club esclusi verranno automaticamente eliminati dal torneo.
- Le squadre giovanili della Category One Academy retrocesse in EFL One perderanno la possibilità di essere rappresentate nel seguente torneo.

| League One | League Two | U-21 |
| --- | --- | --- |
| - Accrington Stanley - AFC Wimbledon - Bolton - Burton Albion - Cambridge Utd - Charlton - Cheltenham Town - Doncaster - Fleetwood Town - Gillingham - Ipswich Town - Lincoln City - MK Dons - Morecambe - Oxford Utd - Plymouth - Portsmouth - Rochdale - Rotherham Utd - Sheffield Weds - Shrewsbury Town - Sunderland - Wigan - Wycombe | - Barrow - Bradford City - Bristol Rovers - Carlisle Utd - Colchester Utd - Crawley Town - Exeter City - Forest Green - Harrogate Town - Hartlepool Utd - Leyton Orient - Mansfield Town - Newport County - Northampton Town - Oldham Athletic - Port Vale - Rochdale - Salford City - Scunthorpe Utd - Stevenage - Sutton Utd - Swindon Town - Tranmere - Walsall | - Arsenal U-21 - Aston Villa U-21 - Brighton & Hove U-21 - Chelsea U-21 - Crystal Palace U-21 - Everton U-21 - Leeds U-21 - Leicester City U-21 - Liverpool U-21 - Manchester City U-21 - Manchester United U-21 - Newcastle U-21 - Southampton U-21 - Tottenham U-21 - West Ham U-21 - Wolverhampton U-21 |

## Requisiti di idoneità per i giocatori
Per i club EFL
I giocatori dei clb di EFL devono rispettare alcuni requisiti:
- Minimo quattro giocatori esterni qualificati nella formazione titolare. Un giocatore esterno qualificato è un giocatore che soddisfa uno dei seguenti requisiti:
  - Qualsiasi giocatore che ha iniziato la partita precedente o successiva in Prima Squadra.
  - Qualsiasi giocatore che sia tra i primi 10 giocatori del club che ha collezionato il maggior numero di presenze da titolare in campionato e coppe nazionali in questa stagione.
  - Qualsiasi giocatore con quaranta o più presenze da titolare in Prima Squadra nella propria carriera, comprese le partite internazionali.
  - Qualsiasi giocatore in prestito da un club della Premier League o da qualsiasi club dell'EFL Category One Academy.
- Un club può far giocare qualsiasi portiere idoneo alla competizione.
- Qualsiasi giocatore in prestito a lungo termine in una squadra della National League, National League North o National League South può giocare purché la squadra in cui si trova in prestito acconsenta al giocatore di tornare per la partita.

Per le formazioni Under-21
Le formazioni Under-21 che sono state invitate a partecipare devono rispettare alcuni requisiti:
- Minimo sei giocatori della formazione titolare di età inferiore ai 21 anni al 30 giugno 2021.
- Massimo due giocatori sulla distinta della squadra che hanno più di 21 anni e hanno anche collezionato quaranta o più presenze in prima squadra.

## Regolamento
Fase a gironi
- Sedici gironi da quattro squadre, organizzati su base regionale (Nord e Sud).
- Tutti i gruppi includono una formazione Under-21.
- Tutti i club si affrontano una volta, in casa o fuori casa (le formazioni Under-21 giocano tutte le partite del girone fuori casa).
- Ai club vengono assegnati tre punti per la vittoria e un punto per il pareggio.
- In caso di pareggio (al termine dei 90 minuti), si va ai calci di rigore con la squadra vincitrice che guadagna un punto aggiuntivo.
- I club esclusi dall'EFL vengono eliminati automaticamente dal torneo.
- Le prime due squadre di ogni girone si qualificano alla fase a eliminazione diretta.

Fase a eliminazione diretta
- Il Secondo turno ed il Terzo turno della competizione vengono sorteggiati su base regionale (Nord e Sud).
- Nel Secondo turno, le vincitrici dei gironi sono teste di serie.
- Nel Secondo turno, le squadre che hanno giocato nello stesso girone, non si possono incontrare.[2]

## Fase a gironi
Legenda: Pti=punti; G=partite giocate; V=partite vinte; NV=partite vinte ai rigori dopo un pareggio;
NP=partite perse ai rigori dopo un pareggio;
P=partite perse; GF=gol fatti; GS=gol subiti; DR=differenza reti

### Sezione Nord
Gruppo A
| Squadra        | Pti | G | V | NV | NP | P | GF | GS | DR |
| -------------- | --- | - | - | -- | -- | - | -- | -- | -- |
| Carlisle Utd   | 8   | 3 | 2 | 1  | 0  | 0 | 7  | 3  | +4 |
| Hartlepool Utd | 6   | 3 | 1 | 1  | 1  | 0 | 6  | 5  | +1 |
| Everton U-21   | 6   | 3 | 1 | 0  | 0  | 2 | 1  | 3  | -2 |
| Morecambe      | 1   | 3 | 0 | 0  | 1  | 2 | 2  | 5  | -3 |

Gruppo B
| Squadra         | Pti | G | V | NV | NP | P | GF | GS | DR |
| --------------- | --- | - | - | -- | -- | - | -- | -- | -- |
| Tranmere        | 9   | 3 | 3 | 0  | 0  | 0 | 9  | 3  | +6 |
| Oldham Athletic | 3   | 3 | 1 | 0  | 0  | 2 | 5  | 6  | -1 |
| Salford City    | 3   | 3 | 1 | 0  | 0  | 2 | 5  | 6  | -1 |
| Leeds U-21      | 3   | 3 | 1 | 0  | 0  | 2 | 7  | 11 | -4 |

Gruppo C
| Squadra            | Pti | G | V | NV | NP | P | GF | GS | DR |
| ------------------ | --- | - | - | -- | -- | - | -- | -- | -- |
| Crewe Alexandra    | 9   | 3 | 3 | 0  | 0  | 0 | 6  | 0  | +6 |
| Wigan              | 4   | 3 | 1 | 0  | 1  | 1 | 2  | 2  | 0  |
| Shrewsbury Town    | 3   | 3 | 1 | 0  | 0  | 2 | 3  | 4  | -1 |
| Wolverhampton U-21 | 2   | 3 | 0 | 1  | 0  | 2 | 1  | 6  | -5 |

Gruppo D
| Squadra        | Pti | G | V | NV | NP | P | GF | GS | DR  |
| -------------- | --- | - | - | -- | -- | - | -- | -- | --- |
| Bolton         | 9   | 3 | 3 | 0  | 0  | 0 | 10 | 3  | +7  |
| Port Vale      | 6   | 3 | 2 | 0  | 0  | 1 | 8  | 3  | +5  |
| Rochdale       | 3   | 3 | 1 | 0  | 0  | 2 | 4  | 4  | 0   |
| Liverpool U-21 | 0   | 3 | 0 | 0  | 0  | 3 | 1  | 13 | -12 |

Gruppo E
| Squadra              | Pti | G | V | NV | NP | P | GF | GS | DR  |
| -------------------- | --- | - | - | -- | -- | - | -- | -- | --- |
| Rotherham Utd        | 9   | 3 | 3 | 0  | 0  | 0 | 15 | 1  | +14 |
| Doncaster            | 6   | 3 | 2 | 0  | 0  | 1 | 5  | 9  | -4  |
| Manchester City U-21 | 3   | 3 | 1 | 0  | 0  | 2 | 4  | 7  | -3  |
| Scunthorpe Utd       | 0   | 3 | 0 | 0  | 0  | 3 | 3  | 10 | -7  |

Gruppo F
| Squadra                | Pti | G | V | NV | NP | P | GF | GS | DR |
| ---------------------- | --- | - | - | -- | -- | - | -- | -- | -- |
| Sunderland             | 7   | 3 | 2 | 0  | 1  | 0 | 5  | 3  | +2 |
| Lincoln City           | 6   | 3 | 2 | 0  | 0  | 1 | 7  | 4  | +3 |
| Manchester United U-21 | 3   | 3 | 1 | 0  | 0  | 2 | 6  | 5  | +1 |
| Bradford City          | 2   | 3 | 0 | 1  | 0  | 2 | 1  | 7  | -6 |

Gruppo G
| Squadra             | Pti | G | V | NV | NP | P | GF | GS | DR |
| ------------------- | --- | - | - | -- | -- | - | -- | -- | -- |
| Accrington Stanley  | 8   | 3 | 2 | 1  | 0  | 0 | 11 | 3  | +8 |
| Fleetwood Town      | 6   | 3 | 2 | 0  | 0  | 1 | 8  | 6  | +2 |
| Barrow              | 4   | 3 | 1 | 0  | 1  | 1 | 4  | 5  | -1 |
| Leicester City U-21 | 0   | 3 | 0 | 0  | 0  | 3 | 1  | 10 | -9 |

Gruppo H
| Squadra        | Pti | G | V | NV | NP | P | GF | GS | DR |
| -------------- | --- | - | - | -- | -- | - | -- | -- | -- |
| Sheffield Weds | 9   | 3 | 3 | 0  | 0  | 0 | 9  | 1  | +8 |
| Harrogate Town | 6   | 3 | 2 | 0  | 0  | 1 | 5  | 5  | 0  |
| Mansfield Town | 3   | 3 | 1 | 0  | 0  | 2 | 8  | 8  | 0  |
| Newcastle U-21 | 0   | 3 | 0 | 0  | 0  | 3 | 3  | 11 | -8 |

### Sezione Sud
Gruppo A
| Squadra        | Pti | G | V | NV | NP | P | GF | GS | DR |
| -------------- | --- | - | - | -- | -- | - | -- | -- | -- |
| Ipswich Town   | 5   | 3 | 1 | 1  | 0  | 1 | 3  | 2  | +1 |
| Colchester Utd | 4   | 3 | 1 | 0  | 1  | 1 | 1  | 1  | 0  |
| West Ham U-21  | 3   | 3 | 2 | 0  | 0  | 1 | 4  | 2  | +2 |
| Gillingham     | 3   | 3 | 1 | 0  | 0  | 2 | 1  | 4  | -3 |

Gruppo B
| Squadra             | Pti | G | V | NV | NP | P | GF | GS | DR |
| ------------------- | --- | - | - | -- | -- | - | -- | -- | -- |
| Sutton Utd          | 9   | 3 | 3 | 0  | 0  | 0 | 6  | 0  | +6 |
| Portsmouth          | 3   | 3 | 1 | 0  | 0  | 2 | 6  | 7  | -1 |
| AFC Wimbledon       | 3   | 3 | 1 | 0  | 0  | 2 | 5  | 6  | -1 |
| Crystal Palace U-21 | 3   | 3 | 1 | 0  | 0  | 2 | 2  | 6  | -4 |

Gruppo C
| Squadra          | Pti | G | V | NV | NP | P | GF | GS | DR |
| ---------------- | --- | - | - | -- | -- | - | -- | -- | -- |
| Aston Villa U-21 | 9   | 3 | 3 | 0  | 0  | 0 | 11 | 5  | +6 |
| MK Dons          | 6   | 3 | 2 | 0  | 0  | 1 | 6  | 6  | 0  |
| Burton Albion    | 3   | 3 | 1 | 0  | 0  | 2 | 8  | 6  | +2 |
| Wycombe          | 0   | 3 | 0 | 0  | 0  | 3 | 2  | 10 | -8 |

Gruppo D
| Squadra              | Pti | G | V | NV | NP | P | GF | GS | DR |
| -------------------- | --- | - | - | -- | -- | - | -- | -- | -- |
| Forest Green         | 6   | 3 | 1 | 1  | 1  | 0 | 5  | 3  | +2 |
| Walsall              | 5   | 3 | 1 | 1  | 0  | 1 | 2  | 3  | -1 |
| Brighton & Hove U-21 | 4   | 3 | 1 | 0  | 1  | 1 | 4  | 4  | 0  |
| Northampton Town     | 3   | 3 | 0 | 1  | 1  | 1 | 3  | 4  | -1 |

Gruppo E
| Squadra         | Pti | G | V | NV | NP | P | GF | GS | DR |
| --------------- | --- | - | - | -- | -- | - | -- | -- | -- |
| Exeter City     | 6   | 3 | 1 | 1  | 1  | 0 | 8  | 6  | +2 |
| Chelsea U-21    | 6   | 3 | 1 | 1  | 1  | 0 | 3  | 2  | +1 |
| Bristol Rovers  | 3   | 3 | 1 | 0  | 0  | 2 | 6  | 7  | -1 |
| Cheltenham Town | 3   | 3 | 0 | 1  | 1  | 1 | 2  | 4  | -2 |

Gruppo F
| Squadra        | Pti | G | V | NV | NP | P | GF | GS | DR |
| -------------- | --- | - | - | -- | -- | - | -- | -- | -- |
| Swindon Town   | 9   | 3 | 3 | 0  | 0  | 0 | 6  | 2  | +4 |
| Arsenal U-21   | 4   | 3 | 1 | 0  | 1  | 1 | 6  | 6  | 0  |
| Newport County | 3   | 3 | 1 | 0  | 0  | 2 | 5  | 5  | 0  |
| Plymouth       | 2   | 3 | 0 | 1  | 0  | 2 | 2  | 6  | -4 |

Gruppo G
| Squadra          | Pti | G | V | NV | NP | P | GF | GS | DR  |
| ---------------- | --- | - | - | -- | -- | - | -- | -- | --- |
| Leyton Orient    | 9   | 3 | 3 | 0  | 0  | 0 | 6  | 0  | +6  |
| Charlton         | 6   | 3 | 2 | 0  | 0  | 1 | 10 | 3  | +7  |
| Southampton U-21 | 3   | 3 | 1 | 0  | 0  | 2 | 5  | 5  | 0   |
| Crawley Town     | 0   | 3 | 0 | 0  | 0  | 3 | 1  | 14 | -13 |

Gruppo H
| Squadra        | Pti | G | V | NV | NP | P | GF | GS | DR |
| -------------- | --- | - | - | -- | -- | - | -- | -- | -- |
| Cambridge Utd  | 6   | 3 | 2 | 0  | 0  | 1 | 5  | 2  | +3 |
| Stevenage      | 6   | 3 | 2 | 0  | 0  | 1 | 6  | 5  | +1 |
| Tottenham U-21 | 3   | 3 | 1 | 0  | 0  | 2 | 6  | 7  | -1 |
| Oxford Utd     | 3   | 3 | 1 | 0  | 0  | 2 | 5  | 8  | -3 |

## Fase a eliminazione diretta

### Secondo turno

#### Sezione nord
| Squadra 1          | Risultato       | Squadra 2       |
| ------------------ | --------------- | --------------- |
| 30 novembre 2021   |                 |                 |
| Bolton             | 1 - 0           | Fleetwood Town  |
| Carlisle Utd       | 1 - 1 (4-3 dtr) | Lincoln City    |
| Rotherham Utd      | 1 - 1 (5-3 dtr) | Port Vale       |
| Accrington Stanley | 1 - 1 (4-5 dtr) | Wigan           |
| 1º dicembre 2021   |                 |                 |
| Sheffield Weds     | 0 - 3           | Hartlepool Utd  |
| Sunderland         | 0 - 1           | Oldham Athletic |
| Crewe Alexandra    | 2 - 0           | Doncaster       |
| 21 dicembre 2021   |                 |                 |
| Tranmere           | 1 - 2           | Harrogate Town  |

#### Sezione sud
| Squadra 1        | Risultato       | Squadra 2        |
| ---------------- | --------------- | ---------------- |
| 30 novembre 2021 |                 |                  |
| Cambridge Utd    | 2 - 0           | Walsall          |
| Charlton         | 2 - 1           | Aston Villa U-21 |
| Forest Green     | 1 - 1 (1-4 dtr) | Chelsea U-21     |
| Leyton Orient    | 0 - 0 (4-5 dtr) | MK Dons          |
| Sutton Utd       | 0 - 0 (4-3 dtr) | Stevenage        |
| Swindon Town     | 1 - 2           | Colchester Utd   |
| 1º dicembre 2021 |                 |                  |
| Ipswich Town     | 2 - 2 (3-4 dtr) | Arsenal U-21     |
| 7 gennaio 2022   |                 |                  |
| Exeter City      | 2 - 3           | Portsmouth       |

### Terzo turno

#### Sezione nord
| Squadra 1       | Risultato | Squadra 2     |
| --------------- | --------- | ------------- |
| 4 gennaio 2022  |           |               |
| Crewe Alexandra | 2 - 4     | Rotherham Utd |
| Harrogate Town  | 1 - 0     | Carlisle Utd  |
| Hartlepool Utd  | 1 - 0     | Bolton        |
| Oldham Athletic | 0 - 6     | Wigan         |

#### Sezione sud
| Squadra 1       | Risultato | Squadra 2      |
| --------------- | --------- | -------------- |
| 4 gennaio 2022  |           |                |
| Charlton        | 1 - 0     | MK Dons        |
| Sutton Utd      | 2 - 1     | Colchester Utd |
| 11 gennaio 2022 |           |                |
| Arsenal U-21    | 4 - 1     | Chelsea U-21   |
| Cambridge Utd   | 2 - 1     | Portsmouth     |

### Quarti di finale
Il sorteggio per i quarti di finale si è tenuto il 6 gennaio 2022 e le partite si sono svolte durante la settimana che è iniziata il 24 gennaio. Da questa fase in poi, la competizione non è più suddivisa tra una sezione settentrionale e una sezione meridionale.
| Squadra 1       | Risultato       | Squadra 2      |
| --------------- | --------------- | -------------- |
| 25 gennaio 2022 |                 |                |
| Hartlepool Utd  | 2 - 2 (5-4 dtr) | Charlton       |
| Rotherham Utd   | 1 - 1 (7-6 dtr) | Cambridge Utd  |
| Wigan           | 1 - 0           | Arsenal U-21   |
| Sutton Utd      | 1 - 0           | Harrogate Town |

### Semifinali
Il sorteggio per la semifinali si è tenuto il 29 gennaio 2022, con le partite che si terranno durante la settimana che inizierà il 7 marzo.
| Squadra 1      | Risultato     | Squadra 2     |
| -------------- | ------------- | ------------- |
| 8 marzo 2022   |               |               |
| Wigan          | 1-1 (6-7 dtr) | Sutton Utd    |
| 9 marzo 2022   |               |               |
| Hartlepool Utd | 2-2 (4-5 dtr) | Rotherham Utd |

### Finale
| Arbitro: | S. Stockbridge |

|                         |           |                                                   |
| Wilson 30’ Eastmond 48’ | Marcatori | 38’ Wiles 90+6’ Osei-Tutu 96’ Ogbene 112’ Ihiekwe |